# Liste des députés fédéraux canadiens - G
Cet article contient la liste des députés actuels et anciens à la Chambre des communes du Canada dont le nom commence par la lettre G.
En plus du prénom et du nom du député, la liste contient :
- le parti que le député représentait lors de son élection ;
- le comté et la province où il fut élu.

## Gaf - Gan
- Beryl Gaffney, libéral, Nepean, Ontario
- Alfonso Gagliano, libéral, Saint-Léonard—Anjou, Québec
- Jean Alfred Gagné, conservateur, Chicoutimi—Saguenay, Québec
- Christiane Gagnon, Bloc québécois, Québec, Québec
- Marcel Gagnon, Bloc québécois, Champlain, Québec
- Onésime Gagnon, conservateur, Dorchester, Québec
- Patrick Gagnon, libéral, Bonaventure—Îles-de-la-Madeleine, Québec
- Paul Gagnon, progressiste-conservateur, Calgary-Nord, Alberta
- Paul-Edmond Gagnon, indépendant, Chicoutimi—Le Fjord, Québec
- Philippe Gagnon, Crédit social, Rivière-du-Loup—Témiscouata, Québec
- Sébastien Gagnon, Bloc québécois, Lac-Saint-Jean—Saguenay, Québec
- Iqwinder Gaheer, libéral, Mississauga—Malton, Ontario
- Anna Gainey, libéral, Notre-Dame-de-Grâce—Westmount, Québec
- Daniel Galbraith, libéral, Lanark-Nord, Ontario
- Royal Galipeau, conservateur, Ottawa—Orléans, Ontario
- Cheryl Gallant, Alliance canadienne, Renfrew—Nipissing—Pembroke, Ontario
- Roger John Gallaway, libéral, Sarnia—Lambton, Ontario
- Daniel Gallery, libéral, Sainte-Anne, Québec
- William Alfred Galliher, libéral, Yale—Cariboo, Colombie-Britannique
- Alexander Tilloch Galt, libéral-conservateur, Shebrooke (Ville de), Québec
- John Albert Gamble, progressiste-conservateur, York-Nord, Ontario
- Arthur D. Ganong, conservateur, Charlotte, Nouveau-Brunswick
- Gilbert White Ganong, libéral-conservateur, Charlotte, Nouveau-Brunswick

## Gar - Gau
- Alain Garant, libéral, Bellechasse, Québec
- Brian L. Gardiner, Nouveau Parti démocratique, Prince George—Bulkley Valley, Colombie-Britannique
- James Garfield Gardiner, libéral, Assiniboia, Saskatchewan
- Robert Gardiner, progressiste, Medicine Hat, Alberta
- Wilfrid Gariépy, libéral, Trois-Rivières, Québec
- Edward Joseph Garland, progressiste, Bow River, Alberta
- John Richard Garland, libéral, Nipissing, Ontario
- William Foster Garland, conservateur, Carleton, Ontario
- Raymond Garneau, libéral, Laval-des-Rapides, Québec
- Jean-Denis Garon, Bloc québécois, Mirabel, Québec
- Randall Garrison, Nouveau Parti démocratique, Esquimalt—Juan de Fuca, Colombie-Britannique
- Stuart Sinclair Garson, libéral, Marquette, Manitoba
- Melbourne Alexander Gass, progressiste-conservateur, Malpeque, Île-du-Prince-Édouard
- Guillaume Gamelin Gaucher, conservateur, Jacques-Cartier, Québec
- Athanase Gaudet, conservateur nationaliste, Nicolet, Québec
- Joseph Gaudet, conservateur, Nicolet, Québec
- Roger Gaudet, Bloc québécois, Berthier—Montcalm, Québec
- Marie-Hélène Gaudreau, Bloc québécois, Laurentides—Labelle, Québec
- Matthew Hamilton Gault, conservateur, Montréal-Ouest, Québec
- André Gauthier, libéral, Lac-Saint-Jean, Québec
- Charles-Arthur Gauthier, Crédit social, Roberval, Québec
- Jean-Robert Gauthier, libéral, Ottawa-Est, Ontario
- Joseph Gauthier, libéral, L'Assomption, Québec
- Jules Gauthier, libéral, Lapointe, Québec
- Léoda Gauthier, libéral, Nipissing, Ontario
- Louis Joseph Gauthier, libéral, Saint-Hyacinthe, Québec
- Louis-Philippe Gauthier, conservateur, Gaspé, Québec
- Michel Gauthier, Bloc québécois, Roberval, Québec
- Pierre Gauthier, libéral, Portneuf, Québec
- Rosaire Gauthier, libéral, Chicoutimi, Québec
- Charles Arthur Gauvreau, libéral, Témiscouata, Québec
- Leah Gazan, Nouveau Parti démocratique, Winnipeg-Centre, Manitoba

## Ge
- George Reginald Geary, conservateur, Toronto-Sud, Ontario
- Marvin Gelber, libéral, York-Sud, Ontario
- Pierre-Samuel Gendron, conservateur, Bagot, Québec
- Romuald Montézuma Gendron, libéral, Wright, Québec
- Rosaire Gendron, libéral, Rivière-du-Loup—Témiscouata, Québec
- Bernard Généreux, conservateur, Montmagny—L'Islet—Kamouraska—Rivière-du-Loup, Québec
- Garnett Genuis, conservateur, Sherwood Park—Fort Saskatchewan, Alberta
- Christophe Alphonse Geoffrion, libéral, Verchères, Québec
- Félix Geoffrion, libéral, Verchères, Québec
- Victor Geoffrion, libéral, Chambly—Verchères, Québec
- Edmund William George, libéral, Westmorland, Nouveau-Brunswick
- François Gérin, progressiste-conservateur, Mégantic—Compton—Stanstead, Québec
- Melville Carlyle Germa, Nouveau Parti démocratique, Sudbury, Ontario
- William Manley German, libéral, Welland, Ontario
- Jon Gerrard, libéral, Portage—Interlake, Ontario
- Mark Gerretsen, libéral, Kingston et les Îles, Ontario
- Frederick William Gershaw, libéral, Medicine Hat, Alberta
- Aurèle Gervais, progressiste-conservateur, Timmins—Chapleau, Ontario
- Honoré Hippolyte Achille Gervais, libéral, Saint-Jacques, Québec
- Joseph-Charles-Théodore Gervais, libéral, Berthier, Québec
- Paul Mullins Gervais, libéral, Sherbrooke, Québec

## Gib - Gill
- Thomas Nicholson Gibbs, libéral-conservateur, Ontario-Sud, Ontario
- William Henry Gibbs, conservateur, Ontario-Nord, Ontario
- Marie Gibeau, progressiste-conservateur, Bourassa, Québec
- Alexander Gibson, libéral, York, Nouveau-Brunswick
- Colin David Gibson, libéral, Hamilton—Wentworth, Ontario
- Colin William George Gibson, libéral, Hamilton-Ouest, Ontario
- John Lambert Gibson, libéral indépendant, Comox—Alberni, Colombie-Britannique
- William Gibson, libéral indépendant, Dundas, Ontario
- William Gibson, libéral, Lincoln et Niagara, Ontario
- Georges Auguste Gigault, conservateur, Rouville, Québec
- Arthur Gilbert, nationaliste, Drummond—Arthabaska, Québec
- John Gilbert, Nouveau Parti démocratique, Broadview, Ontario
- James Gordon Gilchrist, progressiste-conservateur, Scarborough-Est, Ontario
- Charles-Ignace Gill, conservateur, Yamaska, Québec
- Marilène Gill, Bloc québécois, Manicouagan, Québec
- Alastair William Gillespie, libéral, Etobicoke, Ontario
- André Gillet, progressiste-conservateur, Mercier, Québec
- James McPhail Gillies, progressiste-conservateur, Don Valley, Ontario
- John Gillies, libéral, Bruce-Nord, Ontario
- Joseph Alexander Gillies, conservateur, Richmond, Nouvelle-Écosse
- Clarence Gillis, CCF, Cap-Breton-Sud, Nouvelle-Écosse
- Arthur Hill Gillmor, libéral, Charlotte, Nouveau-Brunswick

## Gilm - Giv
- James Gilmour, conservateur, Middlesex-Est, Ontario
- William (Bill) Douglas Gilmour, réformiste, Comox—Alberni, Colombie-Britannique
- Pierre J.J. Georges Adelard Gimaïel, libéral, Lac-Saint-Jean, Québec
- Ernest-Omer Gingras, libéral, Richmond—Wolfe, Québec
- René Gingras, libéral, Abitibi, Québec
- Maurice Gingues, libéral, Sherbrooke, Québec
- Albert Girard, progressiste-conservateur, Restigouche, Nouveau-Brunswick
- Fernand Girard, indépendant, Lapointe, Québec
- Joseph Girard, conservateur, Chicoutimi—Saguenay, Québec
- Jocelyne Girard-Bujold, Bloc québécois, Jonquière, Québec
- Désiré Girouard, conservateur, Jacques-Cartier, Québec
- Gérard Girouard, Crédit social, Labelle, Québec
- Gilbert Anselme Girouard, libéral-conservateur, Kent, Nouveau-Brunswick
- Joseph Girouard, conservateur, Deux-Montagnes, Québec
- Wilfrid Girouard, libéral, Drummond—Arthabaska, Québec
- Philip Gerald Givens, libéral, York-Ouest, Ontario

## Gla - Goo
- Robert William Gladstone, libéral, Wellington-Sud, Ontario
- Joseph Ernest Oscar Gladu, libéral, Yamaska, Québec
- Marilyn Gladu, conservateur, Sarnia—Lambton, Ontario
- David Glass, conservateur, Middlesex-Est, Ontario
- Samuel Francis Glass, conservateur, Middlesex-Est, Ontario
- Alfred Pullen Gleave, Nouveau Parti démocratique, Saskatoon—Biggar, Saskatchewan
- Francis Wayland Glen, libéral, Ontario-Sud, Ontario
- James Allison Glen, libéral-progressiste, Marquette, Manitoba
- Charles-Auguste-Maximilien Globensky, indépendant, Deux-Montagnes, Québec
- Shelly Glover, conservateur, Saint-Boniface, Manitoba
- Samuel Gobeil, conservateur, Compton, Québec
- Joseph Godbout, libéral indépendant, Beauce, Québec
- Marc Godbout, libéral, Ottawa—Orléans, Ontario
- John Ferguson Godfrey, libéral, Don Valley-Ouest, Ontario
- François Benjamin Godin, libéral, Joliette, Québec
- Joël Godin, conservateur, Portneuf—Jacques-Cartier, Québec
- Maurice Godin, Bloc québécois, Châteauguay, Québec
- Osias.-J. Godin, libéral, Nickel Belt, Ontario
- Roland Godin, Ralliement créditiste, Portneuf, Québec
- Yvon Godin, Nouveau Parti démocratique, Acadie—Bathurst, Nouveau-Brunswick
- William Henry Golding, libéral, Huron-Sud, Ontario
- Peter Goldring, réformiste, Edmonton-Est, Alberta
- William Charles Good, progressiste indépendant, Brant, Ontario
- Ralph Edward Goodale, libéral, Assiniboia/Wascana, Saskatchewan
- Thomas Henry Goode, libéral, Burnaby—Richmond, Colombie-Britannique
- Tom Goode, libéral, Burnaby—Richmond, Colombie-Britannique
- Arthur Samuel Goodeve, conservateur, Kootenay, Colombie-Britannique
- William Thomas Goodison, libéral, Lambton-Ouest, Ontario
- Laila Goodridge, conservateur, Fort McMurray—Cold Lake, Alberta
- Gary Goodyear, conservateur, Cambridge, Ontario

## Gor - Goy
- Adam Gordon, libéral, Ontario-Nord, Ontario
- David Alexander Gordon, libéral, Kent-Est, Ontario
- David William Gordon, libéral-conservateur, Vancouver, Colombie-Britannique
- George Gordon, conservateur, Nipissing, Ontario
- George Newcombe Gordon, libéral, Peterborough-Ouest, Ontario
- Walter Lockart Gordon, libéral, Davenport, Ontario
- Wesley Ashton Gordon, conservateur, Timiskaming-Sud, Ontario
- John Kenneth Gormley, progressiste-conservateur, The Battlefords—Meadow Lake, Saskatchewan
- Henri A. Gosselin, libéral, Brome—Missisquoi, Québec
- Louis Gosselin, libéral, Brome—Missisquoi, Québec
- Eccles James Gott, conservateur, Essex-Sud, Ontario
- William (Bill) Gottselig, progressiste-conservateur, Moose Jaw, Saskatchewan
- Monson Henry Goudge, libéral, Hants, Nouvelle-Écosse
- Lomer Gouin, libéral, Laurier—Outremont, Québec
- James William (Jim) Gouk, réformiste, Kootenay-Ouest—Revelstoke, Colombie-Britannique
- Isaac James Gould, libéral, Ontario-Ouest, Ontario
- Karina Gould, libéral, Burlington, Ontario
- Oliver Robert Gould, United Farmers, Assiniboia, Saskatchewan
- Alfred Goulet, libéral, Russell, Ontario
- Joseph-Omer Gour, libéral, Russell, Ontario
- David Gourd, libéral, Chapleau, Québec
- Robert Gourd, libéral, Argenteuil, Québec
- Gaston Gourde, libéral, Lévis, Québec
- Jacques Gourde, conservateur, Lotbinière—Chutes-de-la-Chaudière, Québec
- Seymour Eugene Gourley, conservateur, Colchester, Nouvelle-Écosse
- Jean-Pierre Goyer, libéral, Dollard, Québec

## Gra
- William Heward Grafftey, progressiste-conservateur, Brome—Missisquoi, Québec
- Duncan Graham, libéral indépendant, Ontario-Nord, Ontario
- George Perry Graham, libéral, Brockville, Ontario
- Roy Theodore Graham, libéral, Swift Current, Saskatchewan
- Stan Graham, progressiste-conservateur, Kootenay-Est—Revelstoke, Colombie-Britannique
- William Graham, libéral, Rosedale
- Paul Étienne Grandbois, conservateur, Témiscouata, Québec
- Charles Ronald McKay Granger, libéral, Grand Falls—White Bay—Labrador, Terre-Neuve-et-Labrador
- George Davidson Grant, libéral, Ontario-Nord, Ontario
- James Alexander Grant, conservateur, Russell, Ontario
- Thomas Vincent Grant, libéral, King's, Île-du-Prince-Édouard
- Michel Gravel, progressiste-conservateur, Gamelin, Québec
- Raymond Gravel, Bloc québécois, Repentigny, Québec
- Claude Gravelle, Nouveau Parti démocratique, Nickel Belt, Ontario
- Darryl L. Gray, progressiste-conservateur, Bonaventure—Îles-de-la-Madeleine, Québec
- Herbert Eser Gray, libéral, Essex-Ouest, Ontario
- John Hamilton Gray, conservateur, Cité et Comté de Saint-Jean, Nouveau-Brunswick
- Ross Wilfred Gray, libéral, Lambton-Ouest, Ontario
- Tracy Gray, conservateur, Kelowna—Lake Country, Colombie-Britannique
- William Gray, conservateur, London, Ontario
- Gordon Graydon, conservateur, Peel, Ontario

## Gre - Gro
- Howard Charles Green, conservateur, Vancouver-Sud, Colombie-Britannique
- Matthew Green, Nouveau Parti démocratique, Hamilton-Centre, Ontario
- Robert Francis Green, conservateur, Kootenay, Colombie-Britannique
- Lorne Everett Greenway, progressiste-conservateur, Cariboo—Chilcotin, Colombie-Britannique
- Barbara Greene, progressiste-conservateur, Don Valley-Nord, Ontario
- John James Greene, libéral, Renfrew-Sud, Ontario
- Thomas Greenway, indépendant, Huron-Sud, Ontario
- Milton Fowler Gregg, libéral, York—Sunbury, Nouveau-Brunswick
- Gilles Grégoire, Crédit social, Lapointe, Québec
- John Albert Gregory, libéral, The Battlefords, Saskatchewan
- Lucien Grenier, progressiste-conservateur, Bonaventure, Québec
- Gurmant Grewal, réformiste, Surrey-Centre, Colombie-Britannique
- Nina Grewal, conservateur, Fletwood—Port Kells, Colombie-Britannique
- Deborah Grey, réformiste, Beaver River, Alberta
- Terrence Wyly Grier, Nouveau Parti démocratique, Toronto—Lakeshore, Ontario
- William Antrobus Griesbach, Unioniste, Edmonton-Ouest, Alberta
- James Nicol Grieve, libéral, Perth-Nord, Ontario
- Lee Elgy Grills, progressiste-conservateur, Hastings-Sud, Ontario
- Robert Watson Grimmer, conservateur, Charlotte, Nouveau-Brunswick
- Richard Grisé, progressiste-conservateur, Chambly, Québec
- Gilles Grondin, libéral, Saint-Maurice, Québec
- David Walter Groos, libéral, Victoria, Colombie-Britannique
- Ivan Grose, libéral, Oshawa, Ontario
- Peregrine Maitland Grover, conservateur, Peterborough-Est, Ontario

## Gru - Gu
- Herbert G. Grubel, réformiste, Capilano—Howe Sound, Colombie-Britannique
- Dennis Gruending, Nouveau Parti démocratique, Saskatoon—Rosetown—Biggar, Saskatchewan
- Albina Guarnieri, libéral, Mississauga-Est, Ontario
- Joseph-Philippe Guay, libéral, Saint-Boniface, Manitoba
- Monique Guay, Bloc québécois, Laurentides, Québec
- Pierre Malcom Guay, libéral, Lévis, Québec
- Raynald Joseph Albert Guay, libéral, Lévis, Québec
- Helena Guergis, conservateur, Simcoe—Grey, Ontario
- James John Edmund Guerin, libéral, Sainte-Anne, Québec
- Édouard Guilbault, conservateur, Joliette, Québec
- Jacques Guilbault, libéral, Saint-Jacques, Québec
- Jean-Guy Guilbault, progressiste-conservateur, Drummond, Québec
- Joseph Pierre Octave Guilbault, conservateur, Joliette, Québec
- Steven Guilbeault, libéral, Laurier—Sainte-Marie, Québec
- George Guillet, conservateur, Northumberland-Ouest, Ontario
- Michel Guimond, Bloc québécois, Beauport—Montmorency—Orléans, Québec
- Jean-François Guité, libéral, Bonaventure, Québec
- Deane Roscoe Gundlock, progressiste-conservateur, Lethbridge, Alberta
- Alexander Gunn, libéral, Kingston, Ontario
- Benjamin B. Gunn, conservateur, Huron-Sud, Ontario
- Gary Michael Gurbin, progressiste-conservateur, Bruce—Grey, Ontario
- Leonard Joe Gustafson, progressiste-conservateur, Assiniboia, Saskatchewan
- Donald Guthrie, libéral, Wellington-Sud, Ontario
- Hugh Guthrie, libéral, Wellington-Sud, Ontario